# أدريانو فيريرا
أدريانو فيريرا (بالبرتغالية: Adriano Ferreira‏) مواليد 16 مارس 1974 في البرازيل، هو لاعب كرة مضرب برازيلي سابق بدأ مسيرته كمحترف سنة 1991 وكان يلعب باليد اليمنى. أعلى تصنيف له في الفردي كان المركز الـ 146 في سنة 1998. أعلى تصنيف له في الزوجي كان المركز الـ 140 في سنة 1999.

## وصلات خارجية
- أدريانو فيريرا على موقع رابطة محترفي التنس (الإنجليزية)
- أدريانو فيريرا على موقع الاتحاد الدولي لكرة المضرب (الإنجليزية)
- أدريانو فيريرا على موقع خلاصة التنس.كوم (الإنجليزية)